# Dlhé Klčovo
Dlhé Klčovo (in ungherese Kolcsmező) è un comune della Slovacchia facente parte del distretto di Vranov nad Topľou, nella regione di Prešov.